# Hochgeschwindigkeitsstrecke Yerköy–Kayseri
| Yerköy–Kayseri           | Yerköy–Kayseri       |
| ------------------------ | -------------------- |
| Streckenlänge:           | 142 km               |
| Spurweite:               | 1435 mm (Normalspur) |
| Streckengeschwindigkeit: | 250 km/h             |
|                          |                      |

Die Hochgeschwindigkeitsstrecke Yerköy–Kayseri ist eine im Bau befindliche Schnellfahrstrecke in der Türkei, die Ankara, Sivas und Kayseri mit Hochgeschwindigkeitszügen verbinden soll.
Die Bahnstrecke Yerköy–Kayseri zweigt in Yerköy von der bestehenden Hochgeschwindigkeitsstrecke Ankara–Sivas nach Süden ab. Die Strecke wird 142 km lang werden. 15 Tunnel mit einer Gesamtlänge von 16 km sind geplant. Die Strecke wird für eine Höchstgeschwindigkeit von 250 km/h ausgelegt.
Der Beginn der Bauarbeiten erfolgte am 3. August 2022 mit einem Festakt. Die Inbetriebnahme ist für 2025 vorgesehen.